# Anhalts voetbalkampioenschap 1916/17
In 1916/17 werd het zevende Anhalts voetbalkampioenschap gespeeld, dat georganiseerd werd door de Midden-Duitse voetbalbond. Door de perikelen in de Eerste Wereldoorlog vond er vorig jaar geen competitie plaats. 
Cöthener FC 02 werd kampioen en plaatste zich zo voor de Midden-Duitse eindronde. Na overwinningen op FC Eintracht Leipzig en Magdeburger FC Viktoria 96 verloor de club in de halve finale van Hallescher FC 1896.    

## 1. Klasse
| Plaats | Club                    | Wed. | W  | G | V  | Saldo | Ptn.  |
| ------ | ----------------------- | ---- | -- | - | -- | ----- | ----- |
| 1.     | Cöthener FC 02          | 18   | 17 | 1 | 0  | 84:20 | 35:01 |
| 2.     | Dessauer SV 98          | 18   | 13 | 1 | 4  | 48:30 | 27:09 |
| 3.     | FC 1915 Dellnau         | 17   | 12 | 0 | 5  | 44:26 | 24:10 |
| 4.     | 1. FC 1900 Zerbst       | 18   | 9  | 2 | 7  | 17:44 | 20:16 |
| 5.     | SC Dessauer 1911        | 17   | 7  | 4 | 6  | 25:55 | 18:16 |
| 6.     | TC Cöthen               | 17   | 8  | 0 | 9  | 35:25 | 16:18 |
| 7.     | Dessauer FC 05          | 18   | 5  | 1 | 12 | 12:27 | 11:25 |
| 8.     | FC Viktoria 1903 Zerbst | 18   | 5  | 0 | 13 | 24:37 | 10:26 |
| 9.     | SV Hertha Zerbst        | 18   | 3  | 1 | 14 | 19:49 | 07:29 |
| 10.    | SV Germania 08 Roßlau   | 17   | 1  | 2 | 14 | 26:21 | 04:30 |

|  | Kampioen, geplaatst voor Midden-Duitse eindronde |
|  | Degradatie                                       |